# 枝豆餅
枝豆餅（ずんだ餅）是使用毛豆泥為內餡所製作的麻糬點心。正確來説應該是「づんだ餅（づんだもち）」；因為是指「豆を打」、「豆打（づだ）」，也就是把「枝豆」（毛豆）打碎成泥。
其他稱呼有。日本東北方言發音為。
枝豆餅為日本多個地方的家庭料理，包含南東北的宮城縣、山形縣、福島縣，以及鄰接的岩手縣南部、秋田縣南部、栃木縣北西部。